# Micromerys wigi
Micromerys wigi is een spinnensoort uit de familie trilspinnen (Pholcidae). De soort komt voor in Queensland. 